# Lino Cerati
Lino Cerati (Mogadiscio, 13 luglio 1938) è un ex tiratore a segno italiano.

## Biografia
Nato a Mogadiscio, in Somalia, nel 1938, a 38 anni ha partecipato ai Giochi olimpici di Montréal 1976, nel bersaglio mobile 50 m, terminando 21º con 543 punti.